# 中川義純
中川 義純（なかがわ よしずみ、文政2年（1819年） - 明治7年（1874年）4月13日）は、江戸時代後期（幕末）の佐賀藩士。佐賀の乱の首謀者の一人。中川寛之丞とも。

## 経歴
文政2年（1819年）、佐賀城下に佐賀藩士江口眞恒の次男として生まれる。後に藩の槍術師範であった中川忠興の養子となり、中川家を継いだ。
幼少時は藩校弘道館で学び、後、十人目付となる。戊辰戦争にも従軍し、小隊長として一隊を率い奥羽を転戦した。
明治維新後は引退していたが、急速な社会の洋風化に対し、天皇を中心とした政治体制にするべきとする副島義高、村山長栄らと行動を共にするようになる。彼らと共に副島の兄島義勇のもと上京し、山岡鉄舟に対し建白書を提出するも効果は無かった。その為副島らは中川義純と島義勇の従兄弟である木原隆忠を残して佐賀に戻った。その間中川義純は情報収集に当たる傍ら再度建言書を作成し、今後は三条実美に提出している。
明治7年1月には島のもとを辞して佐賀に戻り有事に備え兵を募るための檄文を作成し、佐賀の乱が勃発したときは憂国党の幹部として兵糧・武器調達の責任者となった。しかし乱の戦況は不利に傾き、中川義純は休戦の調停を要請するため、島義勇の弟重松基吉と共に島津久光のもとに向かったが、久光からの依頼を拒否した大久保利通の命で捕えられた。その後の裁判で他の幹部たちと共に死罪となった。なお、死罪となった13名（梟首となった江藤新平、島義勇を含む）の中では最年長であった。

## 参考資料
- 鈴木鶴子著『江藤新平と明治維新』朝日新聞社、1989年
- 的場半介『江藤南白』原書房、1914年